# Lão Goriot

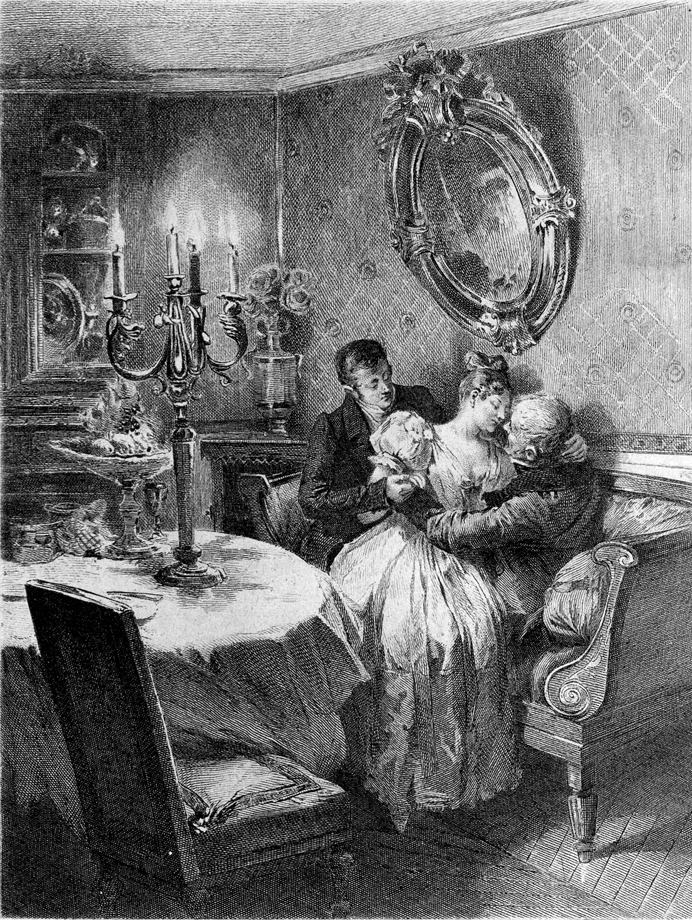
Minh họa trong ấn bản năm 1897 Lão Goriot của nhà xuất bản George Barrie & Son, Philadelphia, Hoa Kỳ.

Lão Goriot (tiếng Pháp: Le Père Goriot) là một tiểu thuyết xuất bản lần đầu năm 1835 của nhà văn Pháp Honoré de Balzac. Đây là một tác phẩm thuộc phần Những cảnh đời tư (Scènes de la vie privée) của bộ tiểu thuyết đồ sộ Tấn trò đời (La Comédie humaine).
Lấy bối cảnh là kinh đô Paris năm 1819, Lão Goriot đề cập tới số phận của ba nhân vật, ông lão Goriot, tên tù khổ sai vượt ngục Vautrin và anh sinh viên luật Eugène de Rastignac. Tiểu thuyết này được coi là một trong những tác phẩm quan trọng nhất của Balzac, nó lần đầu tiên cho thấy ý định của nhà văn trong việc nối kết các tác phẩm riêng lẻ của bộ Tấn trò đời bằng những nhân vật xuất hiện qua nhiều tiểu thuyết (điển hình là Rastignac). Lão Goriot cũng là điển hình cho chủ nghĩa hiện thực trong phong cách viết của Balzac với những nhân vật được mô tả chi tiết và có chiều sâu.
Lão Goriot ra đời trong hoàn cảnh xã hội Pháp gặp nhiều xáo trộn do giai đoạn Bourbon phục hoàng, Balzac thông qua lão Goriot, Rastignac và những nhân vật khác đã bộc lộ cái nhìn bi quan trước những thay đổi xã hội đó. Vì vậy khi tiểu thuyết ra đời, tuy cách xây dựng nhân vật đặc sắc và mô tả chi tiết của nó được giới phê bình đánh giá cao, nhiều người khác lại cho rằng Balzac đã vẽ nên một quang cảnh xã hội tăm tối với đầy sự tham lam và mục nát. Tuy nhiên càng ngày tiểu thuyết càng được nhiều độc giả ưa thích và nó đã được chuyển thể thành nhiều tác phẩm sân khấu, điện ảnh khác.

## Bối cảnh
Lão Goriot có thời gian bắt đầu từ năm 1819, giai đoạn sau khi Napoléon thất bại ở trận Waterloo và nhà Bourbon quay trở lại nắm vương quyền ở Pháp. Việc Louis XVIII lên ngôi đã châm ngòi cho sự đối kháng về quyền lợi giữa giới quý tộc cũ vừa giành lại quyền lực với giới tư sản vừa phất lên bởi Cách mạng công nghiệp. Trong khi đó những người nghèo vốn chiếm số đông trong xã hội Pháp lại càng trở nên nghèo khổ, ước tính 3/4 dân số Paris có thu nhập chưa đến 500-600 franc - số tiền tối thiểu để tồn tại. Những biến động xã hội cũng giúp một số cá nhân thay đổi nhanh chóng địa vị xã hội của họ, nhất là với những người nhanh nhạy thích nghi với các luật lệ của xã hội mới.

## Hình thành
Balzac bắt đầu viết Lão Goriot năm 1834, sau khi đã hoàn thành một số tiểu thuyết lẻ như Những người Chouan (Les Chouans, 1829), Miếng da lừa (La Peau de chagrin, 1831) và Louis Lambert (1832). Lúc này Balzac bắt đầu hình thành ý định viết một bộ tiểu thuyết liên hoàn lấy tên Tấn trò đời (La Comédie humaine) với nhiều phần khác nhau để mô tả mọi mặt của đời sống xã hội Pháp giai đoạn đầu thế kỷ 19. Một trong những phương diện nhà văn muốn phản ánh đó là cuộc sống của những kẻ phạm tội. Trong mùa Đông năm 1828, một cựu tội phạm chuyển nghề làm cảnh sát có tên Eugène François Vidocq đã phát hành một tập hồi ký nói về cuộc đời tội ác của ông, Balzac đã gặp Vidocq vào tháng 4 năm 1834 và quyết định sử dụng tư liệu về cuộc đời Vidocq để làm hình mẫu cho nhân vật Vautrin trong cuốn tiểu thuyết kế tiếp.
Từ mùa Hè năm 1834, Balzac bắt đầu có ý tưởng về bi kịch của một người cha bị con gái chối bỏ. Trong nhật ký của Balzac có ghi lại một số mô tả về tác phẩm: "Nhân vật lão già Goriot - người đàn ông tốt - gia cảnh trung lưu - thu nhập 600 franc - hy sinh mọi thứ cho những người con gái vốn đã có 50.000 franc - chết mòn". Bản thảo Lão Goriot được nhà văn hoàn thành trong 40 ngày của mùa Thu năm 1834 và xuất bản nó từng phần dưới dạng truyện dài kỳ từ tháng 12 đến tháng 2 trên báo Revue de Paris. Lão Goriot được xuất bản dưới dạng tiểu thuyết hoàn chỉnh vào tháng 3 năm 1835 và được nhà sách Werdet tái bản lần đầu vào tháng Năm. Năm 1839 nhà sách Charpentier tái bản lần thứ ba Lão Goriot với nhiều chỉnh sửa của Balzac. Đây là phong cách sáng tác quen thuộc của nhà văn, ông thường liên tục chỉnh sửa các bản thảo của tác phẩm sau những lần tái bản, Lão Goriot đã được Balzac bổ sung thêm nhiều chi tiết cùng với một số nhân vật phụ lấy từ các tiểu thuyết khác của bộ Tấn trò đời. Nhân vật anh sinh viên Eugène de Rastignac vốn từng xuất hiện trong Miếng da lừa được Balzac sáng tác trước Lão Goriot. Trong tiểu thuyết mới, ban đầu nhà văn định đặt tên cho nhân vật chàng thanh niên là "Massiac" nhưng rồi quyết định quay về nhân vật Rastignac của Miếng da lừa. Năm 1843 Balzac đưa Lão Goriot vào phần Những cảnh đời Paris (Scènes de la vie parisienne) của tập Tấn trò đời rồi sau đó chuyển nó sang phần Những cảnh đời tư (Scènes de la vie privée).

## Tóm tắt truyện
Tác phẩm đề cập đến nhiều hạng người trong xã hội Pháp thế kỷ 19, nổi bật trong tác phẩm là cuộc đời bất hạnh của lão Goriot. Lão xuất thân là một bác phó mì nhờ khéo léo tằn tiện và biết tận dụng cơ hội nên lão Goriot đã trở thành triệu phú. Nhưng không thể nào gia nhập vào xã hội thượng lưu lúc bấy giờ (vì trong hoàn cảnh xã hội đó ai cũng khát khao trở thành quý tộc, mà trở thành quý tộc thì ngoài việc giàu có ra thì cần phải có mối quan hệ với giai cấp quý tộc mới được công nhận là quý tộc trong xã hội). Lão Goriot luôn mong ước điều đó và đã cưới một người phụ nữ quý tộc. Lão có hai cô con gái là Anastasie và Delphine, lão cũng rất yêu thương vợ. Nhưng sau bảy năm sống hạnh phúc thì vợ lão mất, lão đã dành hết tình yêu thương của mình cho hai đứa con và xem chúng như là những cô công chúa. Trong tiềm thức của lão thì hai thì hai cô con gái là những bậc thang cao nhất để lão tiến vào xã hội thượng lưu. Khi các con đến tuổi lấy chồng lão đều chọn cho con mình những người chồng thuộc tầng lớp thượng lưu: Anastasie lấy Bá tước của Restaud, Delphine lấy chủ ngân hàng (Nam tước của Nucingen). Sau khi lấy chồng hai cô con gái và chồng của họ tìm đủ mọi cách để bòn rút tài sản của lão. Họ không chấp nhận địa vị thấp hèn của lão và đuổi lão ra khỏi nhà. Lão phải ra ở trọ trong quán trọ của mụ Vauquer.

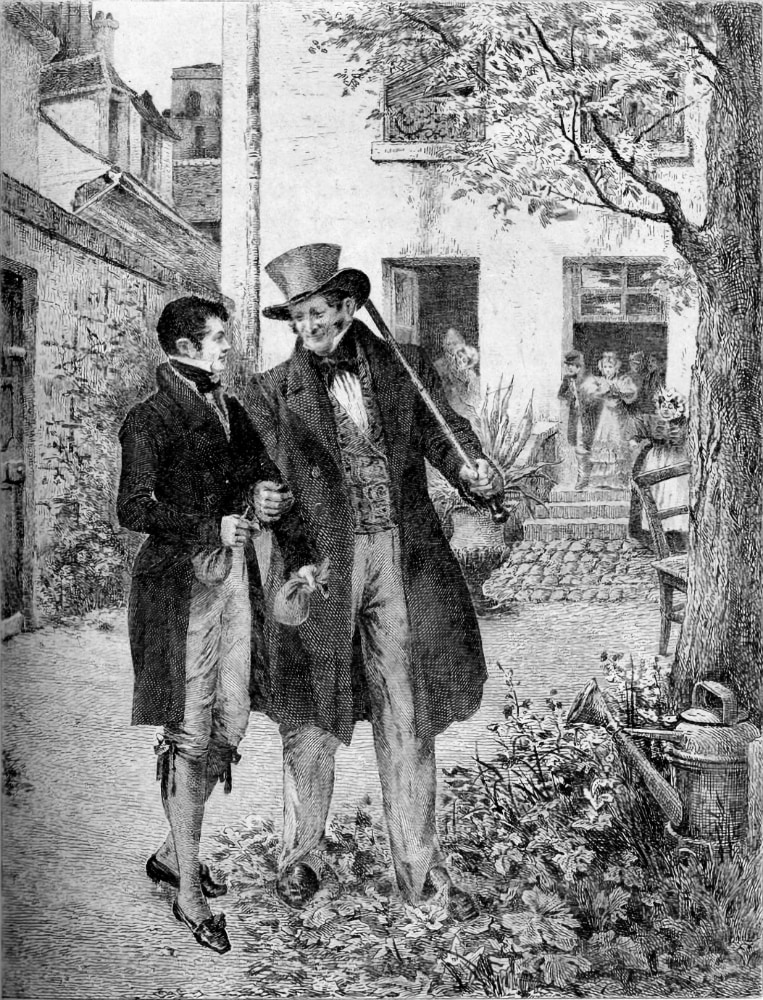
Vautrin, Rastignac.

Ở quán trọ của mụ Vauquer có một số khách thuê phòng dài hạn: Cô Victorine, con gái nhà tư sản Taillefer, bị cha ruồng bỏ để dồn của hồi môn cho con trai, tên tù khổ sai vượt ngục với tên Vautrin, anh chàng sinh viên luật Rastignac từ tỉnh lẻ đến học ở Paris,chàng sinh viên y khoa Bianchon. Rastignas là một sinh viên nghèo ngán ngẫm cuộc sống nghèo khổ, mong muốn được gia nhập vào xã hội của giới thượng lưu. Một hôm, Rastignac đưa thư đến nhà nữ tử tước (Đờ Bôxêăng), chị họ của Rastignac và quen được Anastasie.
Khi ở tại quán trọ của mụ Vauqer, Rastignac đã nhiều lần nhì thấy hành động quái lạ của lão Goriot: Có một hôm, anh nhìn thấy trong đêm khuya lão dùng sức vo tròn bộ đồ bạc, có cái cốc uống nước(trên nắp có in hình đôi chim cu-kỷ vật của vợ lão). Một lần khác, nhờ sự chỉ dẫn của nữ tử tước, Rastignac quen được với Delphine và yêu cô say đắm. Cuối cùng, Rastignac cũng hiểu ra mối quan hệ cha con giữa lão Goriot với Anastasie và Delphine, nên anh đã kể lại chuyện giữa anh và Delphine cho lão biết. Lão vô cùng cảm động và tìm cách cho họ ở bên nhau. Lão Goriot còn dự định mua một căn nhà để Rastignac và Delphine để họ sống bên nhau và lão sẽ đến ở cùng. Đúng thời gian đó, hết cô chị rồi lại cô em đến vòi vĩnh lão đủ thứ, kể lể, than khóc với lão về chuyện lục đục trong gia đình họ. Lão Goriot nghe chuyện xúc động và sinh ốm nặng. Trong lúc đó chỉ có Rastignac và Bianchon chăm sóc cho lão. Ngay đến cuối đời, hai cô con gái của lão cũng không hề đến thăm, lão đã chết trong sự tủi hờn. Lễ tang của lão được tổ chức một cách sơ sài nhờ vào số tiền ít ỏi của Rastignac. Hôm đưa tang, người ta thấy có hai chiếc xe mang gia huy của hai dòng họ Restaud và Nucingen nhưng trên xe trống rỗng. Tác phẩm khép lại bằng cảnh Rastignac nhìn xuống phố phường Paris và thốt lên một câu đầy thách thức: "Bây giờ chỉ còn ta với mi" với dự định đến ăn tối ở nhà Nucingen

## Phim chuyển thể
- Le Père Goriot, film français de Jacques de Baroncelli, sorti en 1921
- Le Père Goriot (Paris at midnight), film américain de E. Mason Hopper, sorti en 1926
- Le Père Goriot, film français de Robert Vernay, sorti en 1945
- Le Père Goriot, téléfilm français de Guy Jorré, sorti en 1972
- Le Père Goriot, téléfilm français de Jean-Daniel Verhaeghe, sorti en 2004